# Çöğürlü, Muş
Çöğürlü là một xã thuộc thành phố Muş, tỉnh Muş, Thổ Nhĩ Kỳ. Dân số thời điểm năm 2011 là 1.868 người.

Tên cũ của làng là Arinc hoặc Arinch được đổi thành Cogurlu vào thế kỷ 19.
Vào cuối thế kỷ 19, người Chechens đã bắt đầu di cư từ vùng Kavkaz đến miền đông Thổ Nhĩ Kỳ. Năm 1902, ước tính có 1300 người Armenia sống trong hoặc xung quanh làng. Năm 1914, nhà thờ Armenia ước tính chỉ có 613 người Armenia trong hoặc xung quanh làng. Ngôi làng đã bị hủy bỏ vào năm 1914.
Năm 2007 dân số là 2567.
Ngày nay nền kinh tế của một ngôi làng phụ thuộc vào nông nghiệp và chăn nuôi. Có một trường tiểu học trong làng có nước uống và mạng lưới  cống, điện và cố định điện thoại.